# This Is the Remix (album Destiny’s Child)
This Is The Remix – album z remiksami największych hitów amerykańskiej grupy Destiny’s Child. Zawiera on remiksy piosenek z albumów: Destiny’s Child, The Writing’s on the Wall i Survivor. Album zawiera też singel Michelle Williams „Heard A Word”.

## Lista utworów
1. No, No, No Part 2 (feat. Wyclef Jean Extended Version)
2. Emotion (The Neptunes Remix)
3. Bootylicious (Rockwilder Remix)
4. Say My Name (Timbaland Remix)
5. Bug a Boo (Refugee Camp Remix feat. Wyclef Jean)
6. Dot (The E-Poppi Mix)
7. Survivor (Remix feat. Da Brat Extended Version)
8. Independent Women Part II
9. Nasty Girl (Maurice’s Nu Soul Remix Radio Edit)
10. Jumpin’, Jumpin’ (Remix Extended Version) (feat. Jemaine Dupri, Da Brat & Lil Bow Wow)
11. Bills, Bills, Bills (Maurice’s Xclusive Livegig Mix)
12. So Good (Maurice’s Soul Remix)
13. Heard a Word (Bonus Track from Michelle William’s Album „My Heart to Yours”)

International bonus tracks
1. „Independent Women Part I” (Joe Smooth 200 Proof 2 Step Mix)
2. „Bootylicious” (Ed Case Refix)

## Pozycje na listach przebojów
Album był zaskoczeniem dla fanów. Został wydany w gorącym okresie dla remiksowych albumów (zaczęło się od J to tha L-O!: The Remixes Jennifer Lopez). Album zadebiutował na 29. pozycji na Billboard 200. W pierwszym tygodniu sprzedano ponad 37 000 kopii. Jednak po siedmiu tygodniach album, który nie był specjalnie promowany, wyleciał z listy Billboard. Sprzedano 100 000 kopii w USA. Najlepiej usytuował się w Nowej Zelandii, gdzie zadebiutował na 8. pozycji i było to jego jedyne wejście do pierwszej dziesiątki na listach przebojów. Sprzedano tam ponad 750 000 kopii albumu.
| Lista (2002)           | Najwyższa pozycja |
| ---------------------- | ----------------- |
| Billboard 200          | 29                |
| Top R&B/Hip-Hop Albums | 19                |